# 张亚雯
张亚雯（1983年9月9日—），重庆南桐矿区（现重庆市万盛区）人，中国女子羽毛球运动员，於2010年退出中國國家羽毛球隊，其後曾經加入日本Unisys株式會社羽毛球隊。

## 簡歷

### 早年及出道
张亚雯原名张亚，自5岁开始练习羽毛球，至1993年进入重庆市羽毛球队。2000年，启蒙教练彭跃向她的爸爸建议，张亚這名字感觉总要拿亚军，於是建议她改名为「张亚雯」。同年年底，她在廣州舉行的世界青年羽毛球錦標賽中，分別與魏轶力和桑洋合作贏得女雙和混雙兩項冠軍，並助中国队首次夺得团体賽冠军。
悉尼奥运会后，张亚雯在2001年正式升上中国国家羽毛球队一队。尽管只有1.62米高，但凭借灵活头脑和积极跑动，她進隊後馬上成為了女双和混雙的主力隊員。在國家隊初期，张亚雯主要与赵婷婷搭档女雙，二人曾贏得亞錦賽、中国公开赛和全英赛季軍，馬來西亞公開賽和新加坡公開賽亞軍，以及法国公开赛冠军，以新人來說成績相當不俗。然而，及至2002年底，中国女雙在釜山亚运会遭逢惨败，国家队遂对女双主力阵容重新组合，赵婷婷改与魏轶力配对，而张亚雯则与張丹成为新组合。在與張丹合作數年間，她們拿過一些較次級賽事的錦標（如泰國公開賽、德國公開賽等）和2005年世錦賽季軍，成績不過不失。

### 世界杯冠軍
2005年，张亚雯和谢中博在湖南益阳進行的羽毛球世界杯贏得混双冠军，成为重庆升格直辖市后的首个奥运项目的世界冠军；同期，张亚雯改与魏轶力合作女雙，期間取得2005及2006羽毛球世界杯亞軍、2006年世錦賽亚军、2007年全英赛冠军等佳绩，更使她俩如愿获得北京奥运会的参赛资格。

### 北京奥运会摘銅
2008年，张亚雯与魏轶力以三號種子的身分出戰北京奥运会女雙項目，先後以2比0擊敗英国的盖尔·埃姆斯/唐娜·凯洛格和中華台北的簡毓瑾/程文欣，殺入準決賽；但以0比2（19-21、12-21）卻敗給了隊友杜靖/于洋，無緣決賽。最終，张/魏在銅牌戰中以2比0（21-10、21-17）战胜日本选手前田美順/末綱聰子，贏得了女双铜牌，张亚雯並成為了重庆市首位赢得奥运会奖牌的運動員。

### 世锦赛登頂
奥运会後，高凌、魏轶力等纷纷退役，张亚雯时隔六年后再次与赵婷婷搭档。2008年10月底，二人出戰法國超級賽隨即打進半决赛；之后的中國超級賽、香港超級賽和全英超級賽，她們都贏得冠军。
2009年，张亚雯与赵婷婷出戰印度海德拉巴舉行的世锦赛，一路殺入決賽；最終在先落後一盤下，以总比分2比1（17-21、21-17、21-16）逆转隊友成淑/赵芸蕾拿得冠军，助中国女双组合完成了世錦賽八连冠的伟业。在十一届全运会后，老搭档赵婷婷退役，张亚雯便轮流与小將田卿、潘攀等搭档。

### 退役
受長年伤病困扰，张亚雯自覺在竞技状态上很难再有提升，於是在出戰巴黎舉行的2010年世界羽毛球錦標賽前，她在开心网中透露退役打算。在她的謝幕戰中，张亚雯和陶嘉明先後淘汰日本和印尼的對手進入半準決賽，可惜最終以1比2（21-14、18-21、17-21）被中華台北李勝木/簡毓瑾擊敗。賽後，张亚雯决定結束其國際賽生涯。

### 退役生活
2011年6月，张亚雯獲日本Unisys株式會社羽毛球隊邀請加盟，她在隊中與日本名將潮田玲子合作雙打。到12月底，她结束日本之旅返回重庆。
2012年，张亚雯上任重庆市二体校的副校长，兼运动技术学院小球系的副主任，分管羽毛球。

## 主要比賽成績
只列出曾進入準決賽的國際賽事成績：
| 年份   | 賽事                 | 公開賽級別 | 項目     | 拍檔   | 成績   |
| ------ | -------------------- | ---------- | -------- | ------ | ------ |
| 1999年 | 亞洲羽毛球錦標賽     | 其他       | 女子雙打 | 赵婷婷 | 銅牌   |
| 2000年 | 世界青年羽毛球錦標賽 | 其他       | 混合團體 | －     | 金牌   |
| 2000年 | 世界青年羽毛球錦標賽 | 其他       | 女子雙打 | 魏轶力 | 金牌   |
| 2000年 | 世界青年羽毛球錦標賽 | 其他       | 混合雙打 | 桑洋   | 金牌   |
| 2001年 | 亞洲羽毛球錦標賽     | 其他       | 女子雙打 | 赵婷婷 | 銅牌   |
| 2001年 | 新加坡羽毛球公開賽   |            | 女子雙打 | 赵婷婷 | 亞軍   |
| 2001年 | 中国羽毛球公开赛     |            | 女子雙打 | 赵婷婷 | 準決賽 |
| 2002年 | 馬來西亞羽毛球公開賽 |            | 女子雙打 | 赵婷婷 | 亞軍   |
| 2002年 | 馬來西亞羽毛球公開賽 | 混合雙打   | 王伟     | 亞軍   |        |
| 2002年 | 全英羽毛球公开赛     |            | 女子雙打 | 赵婷婷 | 準決賽 |
| 2002年 | 法国羽毛球公开赛     |            | 女子雙打 | 赵婷婷 | 冠軍   |
| 2002年 | 法国羽毛球公开赛     | 混合雙打   | 郑波     | 冠軍   |        |
| 2003年 | 丹麥羽毛球公開賽     |            | 女子雙打 | 張丹   | 亞軍   |
| 2004年 | 泰國羽毛球公開賽     |            | 女子雙打 | 張丹   | 冠軍   |
| 2004年 | 丹麥羽毛球公開賽     |            | 女子雙打 | 張丹   | 亞軍   |
| 2004年 | 德國羽毛球公開賽     |            | 女子雙打 | 張丹   | 冠軍   |
| 2004年 | 印尼羽毛球公開賽     |            | 女子雙打 | 張丹   | 亞軍   |
| 2005年 | 中國羽毛球大師賽     |            | 混合雙打 | 谢中博 | 準決賽 |
| 2005年 | 泰國羽毛球公開賽     |            | 女子雙打 | 張丹   | 亞軍   |
| 2005年 | 蘇迪曼盃             | 其他       | 混合團體 | －     | 金牌   |
| 2005年 | 世界羽毛球錦標賽     | 其他       | 女子雙打 | 張丹   | 銅牌   |
| 2005年 | 世界羽毛球錦標賽     | 其他       | 混合雙打 | 谢中博 | 銀牌   |
| 2005年 | 新加坡羽毛球公開賽   |            | 女子雙打 | 張丹   | 冠軍   |
| 2005年 | 香港羽毛球公開賽     |            | 混合雙打 | 谢中博 | 冠軍   |
| 2005年 | 羽毛球世界杯         | 其他       | 女子雙打 | 魏轶力 | 銀牌   |
| 2005年 | 羽毛球世界杯         | 其他       | 混合雙打 | 谢中博 | 金牌   |
| 2006年 | 全英羽毛球公开赛     |            | 女子雙打 | 魏轶力 | 準決賽 |
| 2006年 | 德國羽毛球公開賽     |            | 混合雙打 | 谢中博 | 亞軍   |
| 2006年 | 中國羽毛球大師賽     |            | 女子雙打 | 魏轶力 | 亞軍   |
| 2006年 | 中國羽毛球大師賽     | 混合雙打   | 谢中博   | 冠軍   |        |
| 2006年 | 印尼羽毛球公開賽     |            | 女子雙打 | 魏轶力 | 冠軍   |
| 2006年 | 印尼羽毛球公開賽     | 混合雙打   | 谢中博   | 冠軍   |        |
| 2006年 | 世界羽毛球錦標賽     | 其他       | 女子雙打 | 魏轶力 | 銀牌   |
| 2006年 | 澳門羽毛球公開賽     |            | 女子雙打 | 魏轶力 | 準決賽 |
| 2006年 | 香港羽毛球公開賽     |            | 混合雙打 | 谢中博 | 準決賽 |
| 2006年 | 日本羽毛球公開賽     |            | 女子雙打 | 魏轶力 | 亞軍   |
| 2006年 | 日本羽毛球公開賽     | 混合雙打   | 谢中博   | 準決賽 |        |
| 2006年 | 中国羽毛球公开赛     |            | 女子雙打 | 魏轶力 | 亞軍   |
| 2006年 | 中国羽毛球公开赛     | 混合雙打   | 谢中博   | 冠軍   |        |
| 2006年 | 羽毛球世界盃         | 其他       | 混合雙打 | 谢中博 | 銀牌   |
| 2006年 | 亞洲運動會羽毛球比賽 | 其他       | 女子團體 | －     | 金牌   |
| 2006年 | 亞洲運動會羽毛球比賽 | 其他       | 混合雙打 | 谢中博 | 銀牌   |
| 2007年 | 韓國羽毛球超級賽     | 超級賽     | 女子雙打 | 魏轶力 | 準決賽 |
| 2007年 | 韓國羽毛球超級賽     | 超級賽     | 混合雙打 | 谢中博 | 準決賽 |
| 2007年 | 全英羽毛球超級賽     | 超級賽     | 女子雙打 | 魏轶力 | 冠軍   |
| 2007年 | 全英羽毛球超級賽     | 超級賽     | 混合雙打 | 谢中博 | 準決賽 |
| 2007年 | 蘇迪曼盃             | 其他       | 混合團體 | －     | 金牌   |
| 2007年 | 新加坡羽毛球超級賽   | 超級賽     | 女子雙打 | 魏轶力 | 冠軍   |
| 2007年 | 新加坡羽毛球超級賽   | 超級賽     | 混合雙打 | 谢中博 | 準決賽 |
| 2007年 | 日本羽毛球超級賽     | 超級賽     | 女子雙打 | 魏轶力 | 準決賽 |
| 2007年 | 世界羽毛球錦標賽     | 其他       | 女子雙打 | 魏轶力 | 銅牌   |
| 2007年 | 世界羽毛球錦標賽     | 其他       | 混合雙打 | 谢中博 | 銅牌   |
| 2007年 | 澳門羽毛球黃金大獎賽 | 黃金大獎賽 | 混合雙打 | 谢中博 | 冠軍   |
| 2007年 | 丹麥羽毛球超級賽     | 超級賽     | 混合雙打 | 谢中博 | 準決賽 |
| 2007年 | 法國羽毛球超級賽     | 超級賽     | 女子雙打 | 魏轶力 | 冠軍   |
| 2007年 | 法國羽毛球超級賽     | 超級賽     | 混合雙打 | 谢中博 | 亞軍   |
| 2007年 | 中國羽毛球超級賽     | 超級賽     | 女子雙打 | 魏轶力 | 準決賽 |
| 2007年 | 中國羽毛球超級賽     | 超級賽     | 混合雙打 | 谢中博 | 準決賽 |
| 2007年 | 香港羽毛球超級賽     | 超級賽     | 女子雙打 | 魏轶力 | 亞軍   |
| 2007年 | 香港羽毛球超級賽     | 超級賽     | 混合雙打 | 谢中博 | 準決賽 |
| 2008年 | 韓國羽毛球超級賽     | 超級賽     | 女子雙打 | 魏轶力 | 準決賽 |
| 2008年 | 韓國羽毛球超級賽     | 超級賽     | 混合雙打 | 谢中博 | 準決賽 |
| 2008年 | 全英羽毛球超級賽     | 超級賽     | 女子雙打 | 魏轶力 | 準決賽 |
| 2008年 | 全英羽毛球超級賽     | 超級賽     | 混合雙打 | 谢中博 | 準決賽 |
| 2008年 | 瑞士羽毛球超級賽     | 超級賽     | 女子雙打 | 魏轶力 | 準決賽 |
| 2008年 | 印尼羽毛球超級賽     | 超級賽     | 女子雙打 | 楊維   | 準決賽 |
| 2008年 | 泰國羽毛球黃金大獎賽 | 黃金大獎賽 | 混合雙打 | 谢中博 | 冠軍   |
| 2008年 | 中國羽毛球大師賽     | 超級賽     | 混合雙打 | 谢中博 | 冠軍   |
| 2008年 | 法國羽毛球超級賽     | 超級賽     | 女子雙打 | 赵婷婷 | 準決賽 |
| 2008年 | 中國羽毛球超級賽     | 超級賽     | 女子雙打 | 赵婷婷 | 冠軍   |
| 2008年 | 香港羽毛球超級賽     | 超級賽     | 女子雙打 | 赵婷婷 | 冠軍   |
| 2008年 | 香港羽毛球超級賽     | 超級賽     | 混合雙打 | 谢中博 | 冠軍   |
| 2009年 | 全英羽毛球超級賽     | 超級賽     | 女子雙打 | 赵婷婷 | 冠軍   |
| 2009年 | 蘇迪曼盃             | 其他       | 混合團體 | －     | 金牌   |
| 2009年 | 世界羽毛球錦標賽     | 其他       | 女子雙打 | 赵婷婷 | 金牌   |
| 2009年 | 中國羽毛球大師賽     | 超級賽     | 混合雙打 | 谢中博 | 亞軍   |
| 2009年 | 丹麥羽毛球超級賽     | 超級賽     | 女子雙打 | 潘攀   | 冠軍   |
| 2009年 | 丹麥羽毛球超級賽     | 超級賽     | 混合雙打 | 陶嘉明 | 準決賽 |
| 2009年 | 法國羽毛球超級賽     | 超級賽     | 混合雙打 | 陶嘉明 | 準決賽 |
| 2009年 | 中國羽毛球超級賽     | 超級賽     | 女子雙打 | 田卿   | 冠軍   |
| 2009年 | 東亞運動會羽毛球比賽 | 其他       | 女子團體 | －     | 金牌   |
| 2009年 | 東亞運動會羽毛球比賽 | 其他       | 混合雙打 | 陶嘉明 | 金牌   |
| 2010年 | 韓國羽毛球超級賽     | 超級賽     | 混合雙打 | 陶嘉明 | 亞軍   |
| 2010年 | 馬來西亞羽毛球超級賽 | 超級賽     | 混合雙打 | 陶嘉明 | 冠軍   |
| 2010年 | 德國羽毛球大獎賽     | 大獎賽     | 混合雙打 | 陶嘉明 | 準決賽 |

| 2007-2017年 | 首要超級賽 | 超級賽 | 黃金大獎賽 | 大獎賽 | 國際挑戰賽 | 國際系列賽 | 未來系列賽 | 其他 |

### 奧運會和世錦賽參賽紀錄
|          | 搭檔   | 2005 | 2006 | 2007 | 2008 | 2009 | 2010 |
| -------- | ------ | ---- | ---- | ---- | ---- | ---- | ---- |
| 女子雙打 | 張丹   | 銅牌 | －   | －   | －   | －   | －   |
| 女子雙打 | 魏轶力 | －   | 銀牌 | 銅牌 | 銅牌 | －   | －   |
| 女子雙打 | 赵婷婷 | －   | －   | －   | －   | 金牌 | －   |
|          |        |      |      |      |      |      |      |
| 混合雙打 | 谢中博 | 銀牌 | 8強  | 銅牌 | －   | 8強  | －   |
| 混合雙打 | 陶嘉明 | －   | －   | －   | －   | －   | 8強  |